# Jowita Niczyporuk
Jowita Samanta Niczyporuk – polska lekarka weterynarii, doktor habilitowany nauk weterynaryjnych, profesor instytutu w Państwowym Instytucie Weterynaryjnym – Państwowym Instytucie Badawczym.

## Kariera naukowa
W 2002 roku na Akademii Rolniczej w Lublinie uzyskała tytuł lekarza weterynarii. W 2007 roku została zatrudniona w Państwowym Instytucie Weterynaryjnym – Państwowym Instytucie Badawczym, gdzie w 2014 roku uzyskała stopień doktora nauk weterynaryjnych na podstawie rozprawy pt. Charakterystyka molekularna krajowych szczepów adenowirusów ptasich występujących u kur oraz ich wpływ na skuteczność szczepień przeciwko chorobie Mareka, której promotorem był Elżbieta Samorek-Salamonowicz. W 2023 roku ten sam instytut nadał jej stopień doktora habilitowanego nauk weterynaryjnych na podstawie pracy pt. Patogenność szczepów adenowirusów izolowanych w Polsce z uwzględnieniem ich analizy molekularnej i geograficznej.